# (9426) Aliante
(9426) Aliante est un astéroïde de la ceinture principale.

## Description
(9426) Aliante est un astéroïde de la ceinture principale. Il fut découvert le 14 février 1996 à Cima Ekar par Ulisse Munari et Maura Tombelli. Il présente une orbite caractérisée par un demi-grand axe de 2,87 UA, une excentricité de 0,07 et une inclinaison de 3,0° par rapport à l'écliptique.

## Compléments